# Rivello
Rivello es una localidad italiana de la provincia de Potenza, región de Basilicata, con 2.894 habitantes. Este pueblo está hermanado con la ciudad de Hellín.

## Evolución demográfica
| Gráfica de evolución demográfica de Rivello entre 1861 y 2001 |
|                                                               |
| Fuente ISTAT - Elaboración gráfica por parte de Wikipedia     |